# Sophronica scotti
Sophronica scotti là một loài bọ cánh cứng trong họ Cerambycidae.